# 功夫鲨鱼
《功夫鲨鱼》（又译作）是一款由Delphine Software International制作、艺电发行的格斗类游戏。本游戏于1994年10月28日在北美地区超级任天堂发行。 同年游戏也在Mega Drive发行。游戏后于1995年在Game Boy、Game Gear、Amiga等平台发行。
游戏以篮球选手沙奎尔·奥尼尔作为游戏主角。
游戏在发行之初收到混合评价。《GamePro》给予本游戏SNES版本正面评价。此后，本游戏因操作性差劣、可怕的音樂、畫面質素差和難以理解的概念而被评为所有时期最为糟糕的游戏之一。
遊戲續集《功夫鲨鱼：传奇重生》於2014年3月公布，並於2018年6月5日發行。